# インフィニオン・テクノロジーズ
インフィニオン テクノロジーズ（独: Infineon Technologies AG, 以下インフィニオン）は、自動車メーカーや各種産業向けに半導体を製造する多国籍企業。パワー半導体、車載用半導体、マイクロコントローラー、セキュリティIC、MEMSマイクロフォンにおいて世界トップクラスの市場シェアを有する。ドイツ・ミュンヘン近郊のノイビーベルクに本社を置き、世界30カ国以上に現地法人を持つ。フランクフルト証券取引所上場企業（FWB: IFX）。

## 概要
1999年に、ドイツの総合電機メーカーでコングロマリットであるシーメンスから分離・独立して誕生した株式会社（AG, アクティーエンゲゼルシャフト）である。シーメンスは、インフィニオンの株式の18.23パーセントを2005年に保有していたが、2009年現在では3パーセント未満である。2009年現在、全世界で約2.6万人の従業員を抱えている。2009年9月発表の過去一年間の収入は約30.3億ユーロである。
2006年5月1日に、半導体メモリ部門を新子会社キマンダ (Qimonda AG) として分割した。従業員は約1万2000人。設立後すぐにニューヨーク証券取引所に上場したが、2009年1月破産を申請した。なおこの約16年後(2024年8月22日)に、キマンダの破産管財人と和解し、7.5億ユーロ支払う運びとなった。
インフィニオンは、自動車用や産業用の他、様々な分野へ、半導体製品の設計、開発、製造、販売、およびシステムソリューションの提供を行っている。
2011年には、主に携帯電話用のモデムチップを開発販売していた無線ソリューション事業 (WLS) を、約14億米ドルで米国の半導体会社インテルに売却し同事業から撤退した。インフィニオン製のモデムチップはAppleのiPhone 4に採用されるなどの実績を持っていた。
2000年3月13日に、フランクフルト証券取引所とニューヨーク証券取引所（シンボルコードはIFX）に上場したが、2009年4月、ニューヨーク証券取引所から自主的に上場廃止し、OTCQXにおける米国預託株式の店頭取引に切り換えた。フランクフルト証券取引所では、ドイツ株価指数 (DAX) 主要40銘柄の一つである。
2014年8月20日、米国インターナショナル・レクティファイアーを現金約30億米ドルで買収することで合意した。この買収によりインフィニオンはパワー半導体市場のシェアにおいて、2位の東芝に2倍以上の差をつけて引き離す見通しである。
2015年11月、日本のルネサスエレクトロニクスへの出資に関心を示していると報道されたが、交渉は停滞した。
2016年7月14日、米国クリー (Cree) 社からパワー＆RF事業部として分社化した、Wolfspeed社を8億5000万米ドルで買収すると発表。
しかし、対米外国投資委員会が米国の国家安全保障にリスクを生じさせるものであると伝え、この買収計画は破談となった。
2020年4月16日、米国の同業サイプレス・セミコンダクターを買収し子会社とした。
メモリーやプロセッサーなどを除いた、半導体市場全体の約3分の2の市場を狙っており、特にパワー半導体に注力している。Operations PresidentのPeter Schiefer (2014年当時) によれば、前工程と後工程で差異化できる部分が多いため、パワー半導体の自社生産にこだわる。インフィニオンは競合他社に先駆けて300 mmウエハー化を進めている。シリコン製ウエハーに加え、2024年9月には、世界で初めて300mmのGaN (窒化ガリウム) ウエハーの開発に成功した。

## 名称
インフィニオン (Infineon) の名称は、英語で無限などを意味する "Infinity" に 古代ギリシア語で永遠、永劫などを意味する "eon" をつけたものである。無限のアイディアで積極的な連想精神を呼び起こすことを表している。またモットーは “Never stop thinking"である。

## 製品
インフィニオンの主要製品は集積回路である。
- 自動車用、産業用、その他市場向けデバイス
- ICカード

## 日本法人
日本法人は、インフィニオン テクノロジーズ ジャパン株式会社である。親会社インフィニオン（インフィニオンテクノロジーズホールディングB.V.）の100パーセント子会社で、インフィニオン製品の販売およびその関連事業を行っている。
1980年2月、富士電機とシーメンスによって富士エレクトリックコンポーネンツ株式会社として設立された。その後シーメンスの資本比率引き上げに伴い、1996年にシーメンスコンポーネンツ株式会社に社名を変更した。1999年にシーメンスから引き継いだインフィニオンの100パーセント子会社となり、インフィニオンテクノロジーズジャパン株式会社に社名を変更した。2022年、本社を東京都品川区から、東京都渋谷区に移転。本社に加え、名古屋市に支店を、大阪市に営業所を持つ。